# Доисторическая Аляска

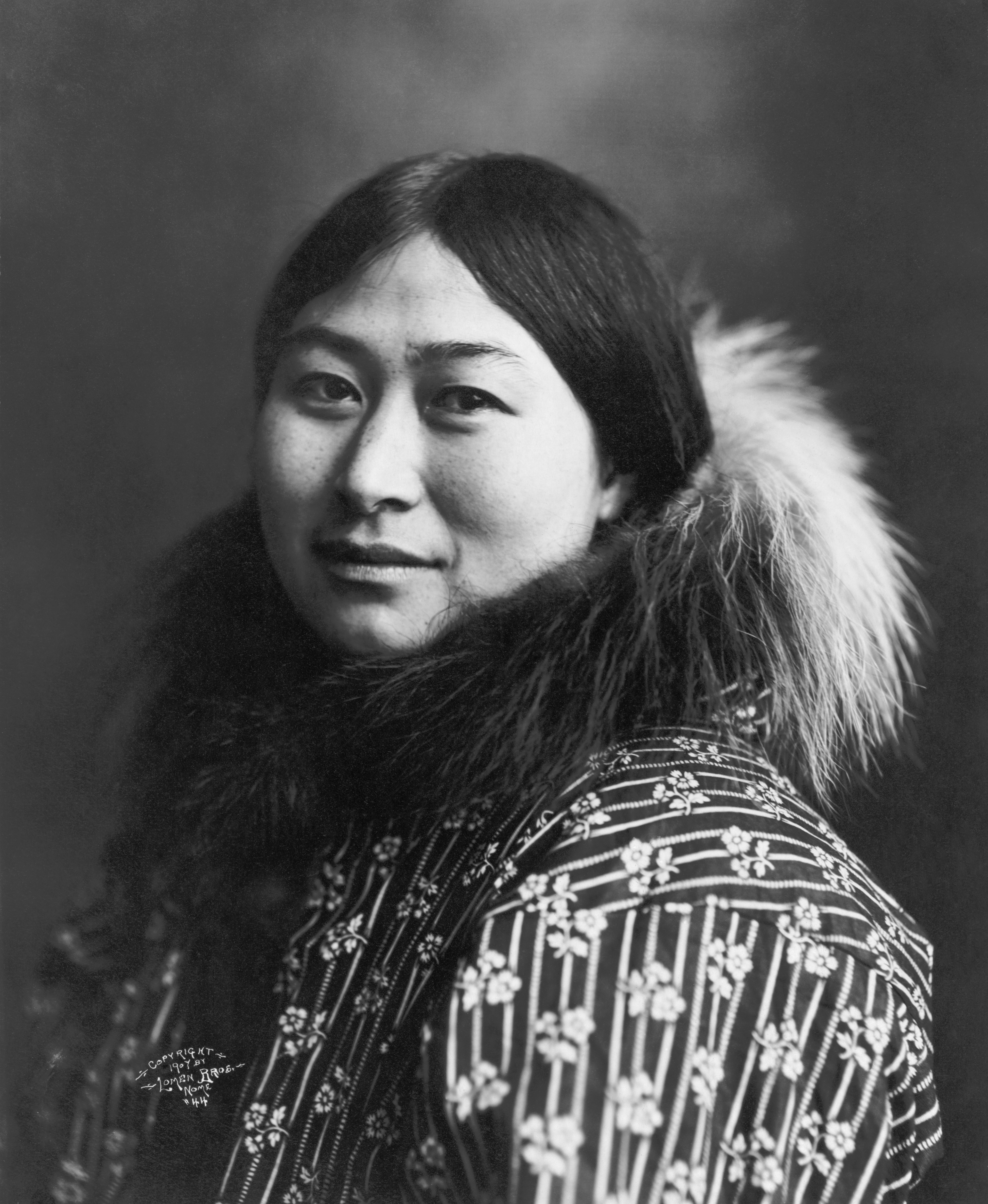
Женщина народа инупиаты, Ном, 1907 год

Первые следы человеческого обитания на Аляске относят к периоду позднего палеолита, когда первые люди переселились в северо-западную часть Северной Америки через Берингов перешеек, соединяющий Евразию и Америку в один континент. По разным оценкам это произошло где-то 40—15 тыс. лет назад.  Наиболее вероятным является срок в 20 тыс. лет назад.
Дальнейшему продвижению поселенцев вглубь мешал значительный ледовый покров, просуществовавший до конца Висконсинского оледенения (последнего ледникового периода на материке). Затем люди перешли на территорию современной Канады и в будущем расселились по территории всей Америки. Таким образом Аляска стала домом для эскимосов и других народов.
Наконечники культуры ненана из Волкер Роад (Walker Road) возрастом 13—14 тыс. лет назад, схожи с бифасиальными метательными наконечниками со стоянок Ушки на Камчатке и Большой Эльгакхан в Магаданской области. Источник обсидиана для орудий с местонахождений Волкер Роад, Пик Вики, Сломанный мамонт, Мус-Крик находится в горах Нутзотин (Nutzotin Mountains) (Национальный парк Рангел-Сент-Элайас).
На местонахождении Река Восходящего Солнца в долине Танана у останков младенцев USR1 и USR2 возрастом 11,5 тыс. лет, определены митохондриальные гаплогруппы  С1b и В2 соответственно.
Исследование митохондриальной ДНК самой старой домашней собаки в Америке (из Аляски) возрастом 10,15 тыс. л. н. показало, что линия её предков отделилась от линии остальных собак 16,7 тыс. л. н. Факт того, что эта собака питалась рыбой и объедками тюленей и китов свидетельствует в пользу того, что первая миграция собак и людей в Америку шла по северо-западному тихоокеанскому прибрежному маршруту, а не по центральному континентальному коридору.
У обитателя пещеры On Your Knees на острове Остров Принца Уэльского (Архипелаг Александра), жившего 9730—9880 л. н., определена митохондриальная гаплогруппа D4h3a.
У образца Trail Creek Cave 2 (9000 л. н.) из пещеры Трейл-Крик 2, определили базальную линию митохондриальной гаплогруппы B2, отличающуюся от производной линии B2, обычно встречающейся в Америке. Геном образца Trail Creek Cave 2 вместе с геномом образца USR1 относится к популяции древних берингийцев.
Геохимический отпечаток тефры из ледяных кернов Антарктиды и Гренландии, а также изучение годичных  колец щетинистой сосны из Калифорнии и дубов в Ирландии показало, что в 1628 году до н. э. сульфаты в стратосферу извергал не вулкан Санторин на острове Тира, а вулкан Аниакчак II (Aniakchak II) на Аляске.
Митохондриальная гаплогруппа D2a1a определена у древних алеутов с Алеутских островов (от 2320—1900 л. н. до 500—140 л. н.).
Митохондриальная гаплогруппа A2a обнаружена у образца I1123 (520—140 л. н.) с Алеутских островов (Kagamil Island, Warm Cave).
Сегодня коренные аляскинские национальности делятся на несколько групп: юго-восточные прибрежные американцы (тлинкиты, хайда, цимшианы), алеуты и две ветви эскимосов (юпики и инупиаты).

## Прибрежные коренные американцы
Представители этой группы по всей видимости были первыми этносами, пересёкшими границы современной части западной Аляски. Многие из них поселились на канадской территории. Самыми многочисленными из этих народностей были тлинкиты, заселявшие юго-восточную Аляску на момент контакта с европейцами. Остров принца Уэльского был населён хайдами, которые эмигрировали с острова Хайда-Гуаи. Цимшианы являлись выходцами из территории Принц Руперт, Канада. Тлинкиты известны тем, что путешествовали на расстояние около 1600 км для торговли с национальностями северо-западного побережья. Постоянная валютная торговля отсутствовала, но рабы, самородные материалы, в частности, медь, одеяла, собаки и козлиная шерсть высоко ценились.